# Billy Pontoni
Pour les articles homonymes, voir Pontoni, Guillermo García, García et Ocampo.
Guillermo García Ocampo, alias Billy Pontoni, est un musicien colombien né en 1954.
Il a enregistré les albums suivants :
- Romántico Sicodélico (1968) ;
- Príncipe de oro 73 (1973) ;
- Borra (1975) ;
- Ayer, hoy y siempre (1978) ;
- Y soy feliz (1981) ;
- El amor es algo esplendoroso (1982) ;
- Después de la tempestad (1989) ;
- 100% (1996) ;
- Recordando (1997) ;
- Todo este tiempo (2000).